# 7627 Wakenokiyomaro
7627 Wakenokiyomaro (1977 DS4) là một tiểu hành tinh vành đai chính được phát hiện ngày 18 tháng 2 năm 1977 bởi H. Kosai ở Đài thiên văn Kiso.